# Per una poma
Per una poma è un EP del cantante italiano Davide Van De Sfroos, pubblicato nel 1999 dalla Tarantanius.

## Il disco
Il disco contiene tre canzoni che rileggono, in chiave ironica (ma non blasfema), le vicende bibliche di Adamo ed Eva, di Caino e Abele e di Noè.

## Tracce
1. La poma – 6:15
2. Caino e Abele – 8:00
3. Il Diluvio universale – 7:15

## Formazione
- Davide Van De Sfroos – voce, chitarra acustica

Altri musicisti
- Stefano Venturini – chitarra elettrica e acustica, dobro, cori
- Billa "The Kid" – fisarmonica, tromba, cori
- Gerardo Cardinale – flauto dritto sopranino e contralto
- Alessandro "Pocahontas" Parilli – basso, cori
- Ranieri Fumagalli – baghèt, ocarina
- Angapiemage Galiano Persico – violino
- Sergio "Ieio" Pontoriero – batteria